# Greed (노래)
〈Greed〉는 KNOCK OUT MONKEY의 네 번째 싱글이다. 2014년 8월 20일에 빙에서 발매됐다.

## 해설
전 싱글 〈Wonderful Life〉 이래로 불과 1개월만의 발매인 2개월 연속 발매 제2탄 싱글이다. 표제곡 〈Greed〉는 요미우리 TV 닛폰 TV계 애니메이션 《명탐정 코난》 여는 곡으로 6월 28일부터 10월 25일까지 4개월간 사용됐다.

## 수록곡
- 전체 작사: w-shun
- 전체 작곡: KNOCK OUT MONKEY
- 전체 편곡: KNOCK OUT MONKEY, 오시마 코스케

1. Greed (3:49)
2. Only (4:41)

| TV 애니메이션 《명탐정 코난》 여는 곡 2014년 6월 28일 (744화) ~ 2014년 10월 25일 (756화) |                            |                                   |
| 이전 곡: VALSHE 〈Butterfly Core〉                                                       | KNOCK OUT MONKEY 〈Greed〉 | 다음 곡: 쿠라키 마이 〈DYNAMITE〉 |